# Atici Montà
Atici Montà (llatí: Atticius o Atticinus Montanus) va ser un legat imperial del temps de Trajà.
Era legat de Lústric Brucià, que després el va acusar de diversos delictes i de destruir les proves que havia recollit per acusar-lo. Montà va llençar contra l'acusador una contraacusació, denunciant que havia robat diners a la seva província, però la cosa va fallar, i Trajà, que va presidir personalment la cort, va condemnar a Montà a la pena de desterrament. En parla Plini el Jove.